# Dope (Band)
Dope ist eine Alternative-Metal-/Nu-Metal-Band, die 1997 in New York gegründet wurde.

## Geschichte
Edsel Dope, der Lead-Sänger/Song-Writer, gründete die Band. Als Kind wurden er und sein Bruder, Simon Dope, getrennt, als ihre Eltern sich scheiden ließen. Als Erwachsene trafen sie sich wieder und Simon trat Edsels Band als Keyboarder bei. Die beiden holten dann Acey Slade als Bassisten, Preston Nash als Schlagzeuger und Sloane Jentry als Gitarristen in die Band.
Ihr erstes Album war Felons and Revolutionaries, das die Band 1999 selbst veröffentlichte und das noch stark vom Industrial Metal der 1990er beeinflusst war. Trotz seines Epic-Records-Aufdrucks wurde das Album später erneut von Sony veröffentlicht. Nach der folgenden Tour wechselten Edsel und sein Bruder das Line-up der Band und nahmen Life auf, das die musikalische Wende hin zum Alternative Metal deutlich macht. Nach seiner Veröffentlichung verließ Simon Dope die Gruppe, um eine Karriere als Videospiel-Produzent zu verfolgen. Enttäuscht von der schwachen Vermarktung durch Epic Records verließ die Band das Label und produzierte Group Therapy mit einem anderen Line-up. Es wurde von Artemis Records veröffentlicht. Ein Lied des Albums, Today Is the Day, diente als der offizielle Song der von der WWE organisierten Pay-per-View-Veranstaltung No Mercy im Oktober 2003. Seitdem hat sich das Line-up erneut geändert.
Dope wurde ebenfalls sehr oft als Hintergrundmusik für die Extreme Championship Wrestling Shows gespielt und Debonaire war sogar die Titelmusik für frühere Events der WWE, Extreme Championship Wrestling (ECW), und auch den derzeitigen Total-Nonstop-Action-Wrestling-Star Terry Gerin (Rhino). Dieser Song wurde auch bei dem Film The Fast and the Furious gespielt. Der Song Always wurde beim Trailer zum malaysischen MMORPG Risk Your Life verwendet.
Auch in Japan hat Dope eine große Fangemeinde. Als die Band sich entschloss, dorthin zu fahren und zu touren, wurden sie nicht gerade willkommen geheißen. Sie wurden von den älteren Japanern gehasst, da sie „böse“ Musik machen würden. Es wurden sogar Kampagnen gegen sie gegründet: „No Dope in Japan!“ Allerdings war keine dieser Kampagnen gegen diese vermeintlich böse Band erfolgreich und Dope trat doch die erfolgreiche Japantour (2005) an.
Dope tourte bereits mit Bands wie Pigface, Mushroomhead, Motograter, Twisted Method, Manntis, Socialburn, Static-X und Saliva.
Nach langen Schwierigkeiten mit ihren Plattenlabel Koch Records wurde Dopes Album No Regrets am 10. März 2009 veröffentlicht. Bereits am 5. Februar erschien die erste Singleauskopplung Addiction. 2013 wurde bekannt, dass Dope-Gitarrist „Virus“ zurzeit unter anderem mit dem Disturbed-Frontmann David Draiman an dessen neuem Projekt namens Device arbeitet.

## Diskografie

### Studioalben
| Jahr | Titel Musiklabel                        | Höchstplatzierung, Gesamtwochen, AuszeichnungChartsChartplatzierungen (Jahr, Titel, Musiklabel, Platzierungen, Wochen, Auszeichnungen, Anmerkungen) | Anmerkungen                              |
| Jahr | Titel Musiklabel                        | US | Anmerkungen                              |
| ---- | --------------------------------------- | --- | ---------------------------------------- |
| 1999 | Felons and Revolutionaries Epic Records | — | Erstveröffentlichung: 14. September 1999 |
| 2001 | Life Epic Records                       | US180 (1 Wo.)US | Erstveröffentlichung: 6. November 2001   |
| 2003 | Group Therapy Artemis Records           | — | Erstveröffentlichung: 21. Oktober 2003   |
| 2005 | American Apathy Artemis Records         | US128 (2 Wo.)US | Erstveröffentlichung: 26. Juli 2005      |
| 2009 | No Regrets Koch Records                 | US88 (2 Wo.)US | Erstveröffentlichung: 10. März 2009      |
| 2016 | Blood Money, Part 1 eOne Music          | US27 (2 Wo.)US | Erstveröffentlichung: 28. Oktober 2016   |
| 2023 | Blood Money, Part ZerO eOne Music       | — | Erstveröffentlichung: 24. Februar 2023   |

### Kompilationen
- 2002: Felons for Life

## Galerie

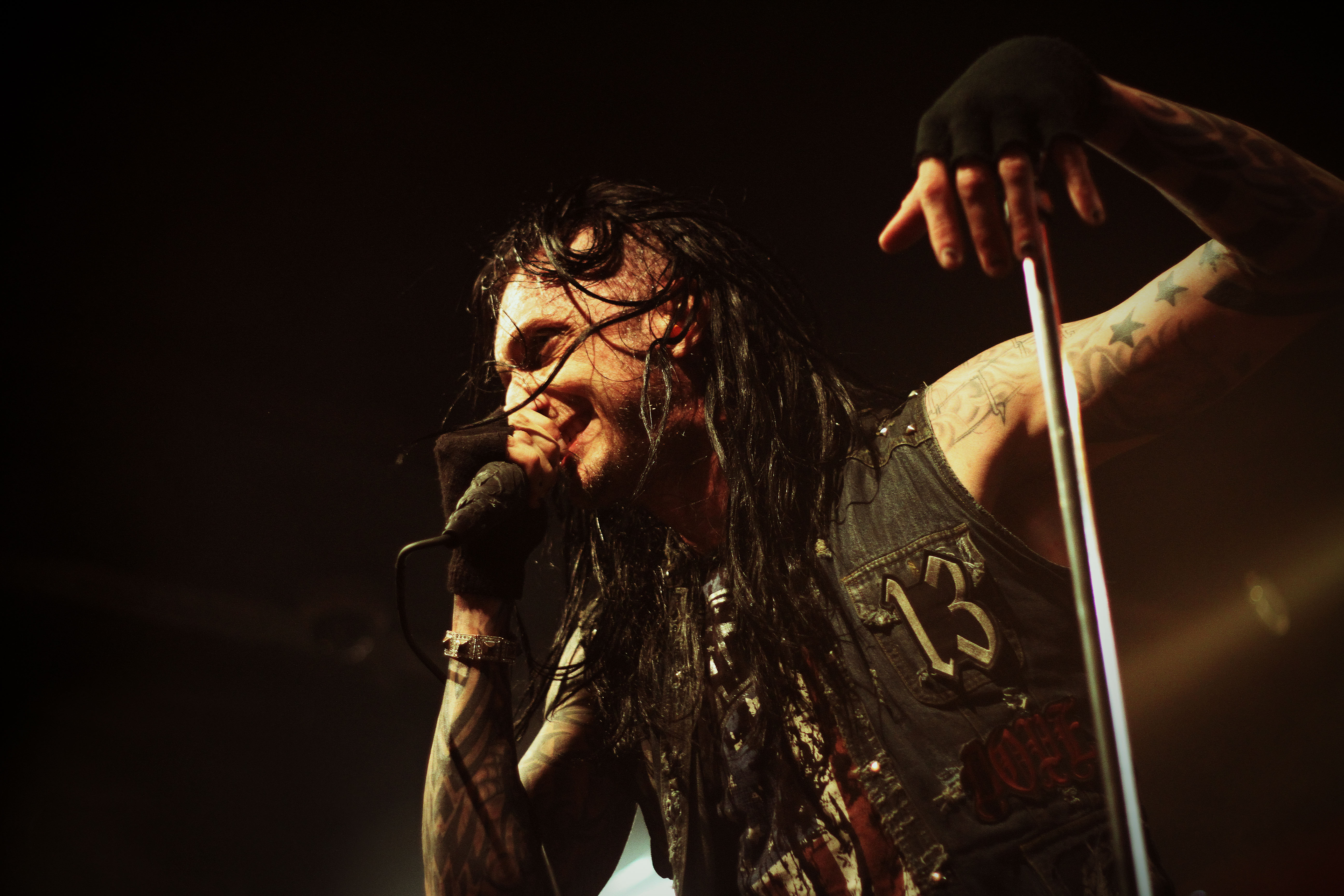
Edsel Dope
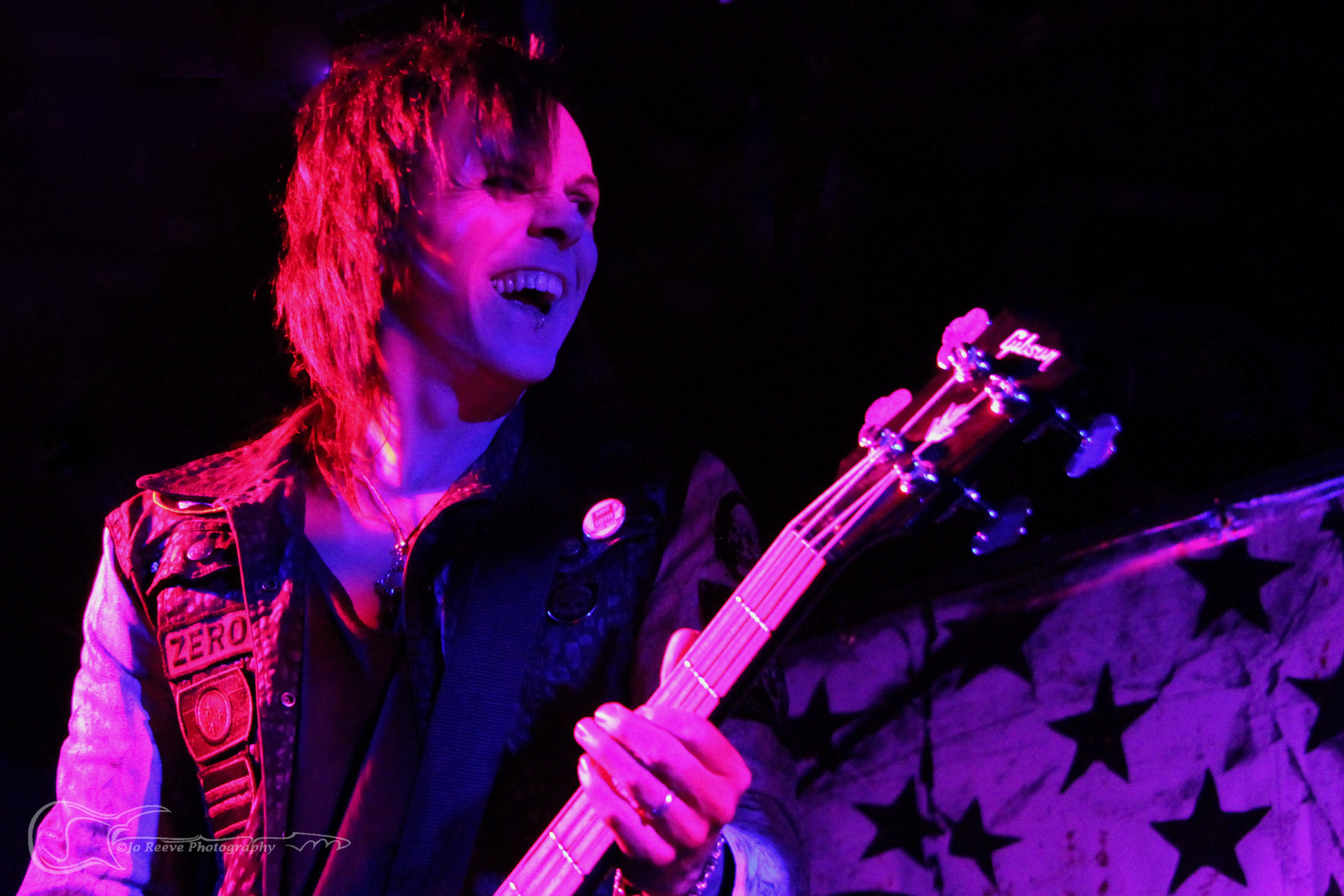
Acey Slade
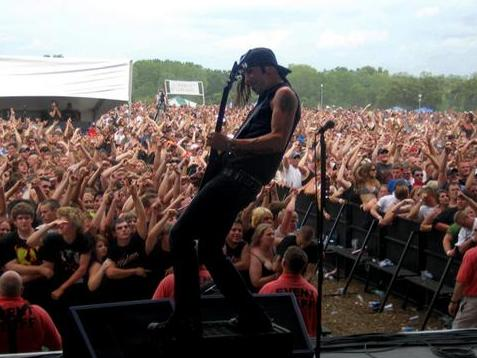
Virus
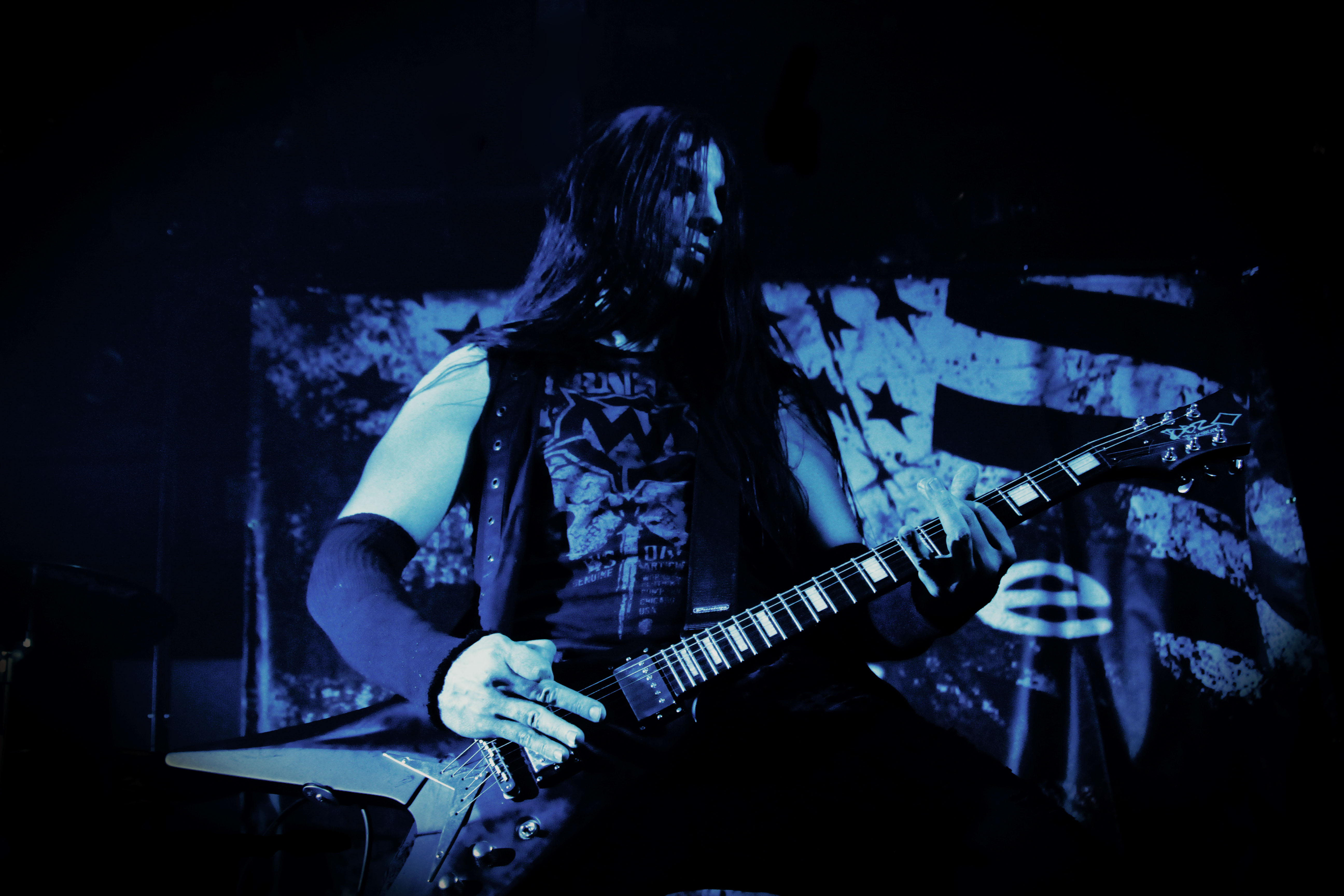
Nick Dibs